# Ardisia hokouensis
Ardisia hokouensis là một loài thực vật có hoa trong họ Anh thảo. Loài này được Y.P.Yang mô tả khoa học đầu tiên năm 1989.